# Ney Brasil Pereira
Ney Brasil Pereira (São Francisco do Sul, 4 de dezembro de 1930 — Florianópolis, 4 de janeiro de 2017) foi um sacerdote católico, exegeta, maestro e tradutor brasileiro.

## Vida
Na adolescência aprendeu latim, grego e francês, e no colegial (equivalente ao ensino médio atual) recebeu noções de inglês, italiano e alemão.
Estudou teologia em Roma, de 1952 a 1955; música nos Estados Unidos, em meados dos anos 1960; e fez mestrado em exegese, em Roma, em meados da década de 1970.
Em 2001 foi indicado para Pontifícia Comissão Bíblica, onde era o único brasileiro.
Ajudou a traduzir os seguintes livros da Bíblia: Judite, Tobias, Ester, I Macabeus e II Macabeus, Jó, Provérbios, Eclesiastes, Cântico dos Cânticos, Sabedoria, Eclesiástico, Daniel, Baruc e Atos dos Apóstolos, além da coordenação dos Livros Sapienciais.

## Morte
Morreu aos 86 anos. Estava internado no Hospital de Caridade de Florianópolis. Foi sepultado no Cemitério Jardim da Paz de Florianópolis.